# Берквілл (Вірджинія)
Берквілл (англ. Burkeville) — місто (англ. town) в США, в окрузі Ноттовей штату Вірджинія. Населення — 417 осіб (2020).

## Географія
Берквілл розташований за координатами 37°11′16″ пн. ш. 78°11′40″ зх. д. / 37.18778° пн. ш. 78.19444° зх. д. (37.187905, -78.194413).  За даними Бюро перепису населення США в 2010 році місто мало площу 2,61 км², з яких 2,59 км² — суходіл та 0,02 км² — водойми.

## Демографія
Згідно з переписом 2010 року, у місті мешкали 432 особи в 179 домогосподарствах у складі 113 родин. Густота населення становила 166 осіб/км².  Було 223 помешкання (85/км²).
Расовий склад населення:
| - 66,4 % — білих - 29,9 % — чорних або афроамериканців - 1,4 % — азіатів - 0,2 % — корінних американців |

До двох чи більше рас належало 1,2 %. Частка іспаномовних становила 2,5 % від усіх жителів.
За віковим діапазоном населення розподілялося таким чином: 24,5 % — особи молодші 18 років, 60,2 % — особи у віці 18—64 років, 15,3 % — особи у віці 65 років та старші. Медіана віку мешканця становила 41,0 року. На 100 осіб жіночої статі у місті припадало 93,7 чоловіків;  на 100 жінок у віці від 18 років та старших — 82,1 чоловіків також старших 18 років.
Середній дохід на одне домашнє господарство  становив 42 956 доларів США (медіана — 35 833), а середній дохід на одну сім'ю — 60 398 доларів (медіана — 60 521). Медіана доходів становила 39 722 долари для чоловіків та 37 125 доларів для жінок. За межею бідності перебувало 18,0 % осіб, у тому числі 0,0 % дітей у віці до 18 років та 22,5 % осіб у віці 65 років та старших.
Цивільне працевлаштоване населення становило 165 осіб. Основні галузі зайнятості: освіта, охорона здоров'я та соціальна допомога — 29,7 %, роздрібна торгівля — 25,5 %, публічна адміністрація — 10,3 %, виробництво — 7,3 %.